# Krelikiejmy
Krelikiejmy [krɛliˈkʲɛi̯mɨ] (Đức Kröligkeim) là một ngôi làng ở quận hành chính của Gmina Barciany, thuộc huyện Kętrzyński, Warmińsko-Mazurskie, ở miền bắc Ba Lan, gần biên giới với Kaliningrad của Nga. Nó nằm khoảng 12 kilômét (7 mi)   phía tây Barciany, 23 km (14 mi) phía tây bắc Kętrzyn và 69 km (43 mi) về phía đông bắc của thủ đô khu vực Olsztyn.
Trước năm 1945, khu vực này là một phần của Đức (Đông Phổ).
Ngôi làng có dân số 150.